# Lichtmenge
Die Lichtmenge (englisch luminous energy, veraltet: quantity of light) Qv gibt an, welche Menge elektromagnetischer Strahlung für das Sehen nutzbar ist. Sie entspricht der Strahlungsenergie, ist aber eine photometrische Größe, d. h. sie berücksichtigt die Empfindlichkeit des menschlichen Auges.

## Definition
Die Lichtmenge ist definiert als die spektrale Strahlungsenergie Qe,λ des Lichts, gewichtet mit dem photometrischen Strahlungsäquivalent K(λ):
{\displaystyle Q_{\mathrm {v} }=\int Q_{\mathrm {e} {,}\lambda }\,K(\lambda )\,\mathrm {d} \lambda \,}.
Sendet eine Lichtquelle während des Zeitraums {\displaystyle T} den zeitlich konstanten Lichtstrom {\displaystyle \Phi _{\mathrm {v} }} aus, so ist die während dieses Zeitraums erzeugte Lichtmenge {\displaystyle Q_{\mathrm {v} }} das Produkt aus dem Lichtstrom (der „Lichterzeugungsrate“) {\displaystyle \Phi _{\mathrm {v} }} und der Zeitdauer {\displaystyle \Delta t}:
{\displaystyle Q_{\mathrm {v} }=\Phi _{\mathrm {v} }\cdot \Delta t}
Variiert der Lichtstrom mit der Zeit, so muss die erzeugte Lichtmenge über das entsprechende Integral berechnet werden:
{\displaystyle Q_{\mathrm {v} }=\int _{\Delta t}\Phi _{\mathrm {v} }(t)\ \mathrm {d} t}

## Maßeinheiten
Die Lichtmenge wird in der Einheit Lumensekunde (lm s, inoffiziell auch Talbot oder Lumberg genannt) angegeben.